# غلوريا ريتشاردسون
غلوريا ريتشاردسون (بالإنجليزية: Gloria Richardson)‏ هي ناشِطة أمريكية، ولدت في 6 مايو 1922 في نيويورك في الولايات المتحدة.

## وصلات خارجية
- الموقع الرسمي